# De rerum natura
De rerum natura («О приро́де веще́й») — философская поэма Лукреция, в которой римский автор I века до н. э. изложил учение греческого философа-материалиста Эпикура. Поэма говорит о том, что материя вечна, что она состоит из атомов, о безграничности вселенной, её постоянном движении и изменении, о том, что человек не должен бояться смерти, с которой никогда не встречается (когда он жив, её нет, а когда она наступает, то уже нет его). С целью избавить людей от страха перед тем, что ждёт их души после смерти, здесь опровергаются представления о существовании загробного мира.
В начале произведения Лукреций обращается с призывом к богине Венере: «Даруй же моим словам, госпожа, бессмертное обаяние» (в переводе Копли).

## История манускрипта
Экземпляр поэмы был обнаружен в январе 1417 года Поджо Браччолини в библиотеке одного из немецких монастырей. Этот экземпляр до настоящего времени не сохранился, но сохранилась его копия, сделанная другом Поджо, Никколи. Сейчас эта копия хранится в библиотеке Лауренциана во Флоренции («Codex Laurentianus 35.30»).
Первое печатное издание De rerum natura было выпущено в Брешии, Ломбардия, в 1473. Вскоре появились и другие печатные издания книги.

## Влияние
В молодости Макиавелли снял копию с поэмы, Мольер сделал её стихотворный перевод (текст утрачен), Джон Ивлин перевёл первую часть поэмы. «Опыты» Монтеня содержат почти сто цитат из De Rerum Natura. У Томаса Джефферсона было, по меньшей мере, пять латинских изданий поэмы и её переводы на английский, итальянский и французский языки. Экземпляр поэмы, принадлежавший Бену Джонсону, теперь хранится в Библиотеке Хаутон в Гарварде.